# NLCIFT
El Centro Jurídico Nacional para el Libre Comercio Interamericano (en inglés, National Law Center for Inter-American Free Trade, NLCIFT) es una institución educativa y de investigación estadounidense, que fomenta el desarrollo legislativo sobre libre comercio. Está adscrita a la Facultad de Derecho James E. Rogers, de la Universidad de Arizona en Tucson, Arizona. 
Este centro de estudios se encuentra dedicado al desarrollo de la infraestructura legal necesaria para construir la capacidad comercial y promover el desarrollo económico en América. 
Este instituto se fundó en 1992, y ha colaborado estrechamente con los sectores público y privado en temas de reforma legal y desarrollo de las mejores prácticas comerciales en una amplia gama de áreas temáticas, incluyendo (de modo no limitativo) las siguientes: resolución alternativa de controversias, derecho bancario, quiebras, derecho societario y creación de empresas, derecho y política de libre competencia, aduanas, comercio electrónico, derecho ambiental, derecho de familia, propiedad intelectual, títulos valores, reforma y capacitación judicial, derecho laboral, responsabilidad del fabricante, derecho inmobiliario, bursatilización, garantías mobiliarias y transporte. 
El Centro también ha desarrollado la Base de Datos Inter Am que comprende leyes, reglamentos, y otras normativas secundarias, para diversos países de América. Además, el Centro ofrece colaboración para desarrollar e impartir programas de Máster en Derecho Comercial Internacional en la ya citada Facultad de Derecho James E. Rogers, en la Universidad de Arizona. También ha participado activamente en la capacitación de profesores e investigadores en el área legal comercial, provenientes de América, Europa y Asia.